# Achim von Arnim
Carl Joachim Friedrich Ludwig von Arnim, més conegut com a Achim von Arnim (Berlín, 26 de gener de 1781 - palau de Wiepersdorf, a Niederer Fläming (Brandenburg), 21 de gener de 1831) fou un novel·lista i poeta alemany del romanticisme.

## Biografia
Va nàixer al si d'una família prussiana noble. Son pare era Joachim Erdmann von Arnim (1741-1804), relacionat amb la cort prussiana, i que va actuar, entre altres càrrecs, com a director de l'Òpera de Berlín. Sa mare, Amalia Carlonia Labes (1761-1781), va morir immediatament després del naixement d'Arnim.
Va passar la infantesa amb la seua àvia a Berlín. Després va estudiar dret i ciències naturals a Halle i Göttingen, tot i que des del principi mostrà inclinació vers la literatura. Entre les seues primeres obres, hi ha un bon grapat d'articles per a revistes científiques. Viatjà arreu d'Europa amb el seu germà, Carl Otto Ludwig, entre 1801 i 1804. Va publicar l'important diari romàntic Zeitung für Einsiedler (Diari per a solitaris) a Heidelberg l'any 1808.
L'obra d'Arnim mostra la influència de les primeres obres de Goethe i Herder, dels quals va aprendre a estimar la bellesa de les llegendes tradicionals alemanyes i dels cants populars. Entre 1806 i 1808, en col·laboració amb Clemens Brentano, va recollir i publicar una sèrie de poemes populars sota el títol Des Knaben Wunderhorn (El corn meravellós del noi). Es va casar amb la germana de Brentano, Bettina, l'any 1811, la qual també esdevindria una cèlebre escriptora del romanticisme alemany. Una filla del matrimoni (en van tenir cinc), Gisela, també va ser escriptora.
Des de l'any 1809, va viure a Berlín, on va treballar al diari Berliner Abendblätter (‘Fulles berlineses vespertines') de Heinrich von Kleist i on va fundar la formació política Deutsche Tischgesellschaft (Saló alemany). Entre octubre de 1813 i febrer de 1814, va ser editor del diari berlinès Der Preußische Correspondent (‘El corresponsal prussià’). Va mantenir contacte amb els patriotes prussians Adam Heinrich Müller, Friedrich de la Motte Fouqué i Heinrich von Kleist. L'any 1814, es va traslladar a la casa pairal, el castell de Wiepersdorf a, Niederer Fläming (Brandenburg), on va romandre fins a la seua mort, que li sobrevingué per un atac al cor l'any 1831.
La seua obra, publicada en diaris, revistes, almanacs i reculls, inclou novel·les, drames, narracions, poemes i treballs periodístics. Després de la seua mort, la seua biblioteca personal va passar a mans de la Biblioteca de la Cort de Weimar. És considerat un dels més importants representants del romanticisme alemany.

## Obra
- Hollin's Liebeleben (novel·la), 1802
- Ariel's Offenbarungen (novel·la), 1804
- Des Knaben Wunderhorn (col·lecció de cants populars, 3 vol., amb Clemens Brentano), 1806 - 1808
- Tröst Einsamkeit (recull dels articles publicats en Zeitung für Einsiedler), 1808
- Der Wintergarten (novel·la curta), 1809
- Mistris Lee,1809
- Armut, Reichthum, Schuld und Buße der Gräfin Dolores (novel·la), 1810
- Halle und Jerusalem (teatre), 1811
- Isabella von Ägypten. Kaiser Karl des Fünften erste Jugendliebe (novel·la curta), 1812
- Schaubühne (teatre), 1813
- Frau von Saverne (conte), 1817
- Die Kronenwächter. Bd. 1: Bertholds erstes und zweites Leben (novel·la, inacabada), 1817
- Der tolle Invalide auf dem Fort Ratonneau (novel·la curta), 1818
- Fürst Ganzgott und Sänger Halbgott (conte), (1818)
- Die Gleichen (teatre), 1819
- Die Majoratsherren (conte), 1820
- Owen Tudor (conte), 1820
- Landhausleben (conte), 1826
- Die Päpstin Johanna (publicat a títol pòstum per Bettina von Arnim), 1846